# Église Saint-Grégoire de Riga
Pour les articles homonymes, voir Église Saint-Grégoire.
L'église Saint-Grégoire (arménien : Սուրբ Գրիգոր Լուսավորիչ եկեղեցի) est l'église de la communauté de l'Église apostolique arménienne de Riga, capitale de la Lettonie. Elle est dédiée à saint Grégoire l'Illuminateur.

## Historique
La communauté arménienne du pays compte environ 2 500 personnes et existe depuis les années 1950[réf. nécessaire]. En 1998, une décision est prise d’attribuer un terrain à la communauté arménienne pour la construction d’un centre culturel et d’une école du dimanche. En décembre 2005, la municipalité de Riga officialise cette attribution et accorde à la communauté un bail jusqu’en 2047. Le terrain est loué au tarif de 11 santīms lettons (environ 22 cents de dollar américain) par mètre carré et par an.
C'est l'une des églises arméniennes parmi les plus importantes des pays Baltes.[réf. nécessaire]